# Nebelwald-Stacheltaschenmaus

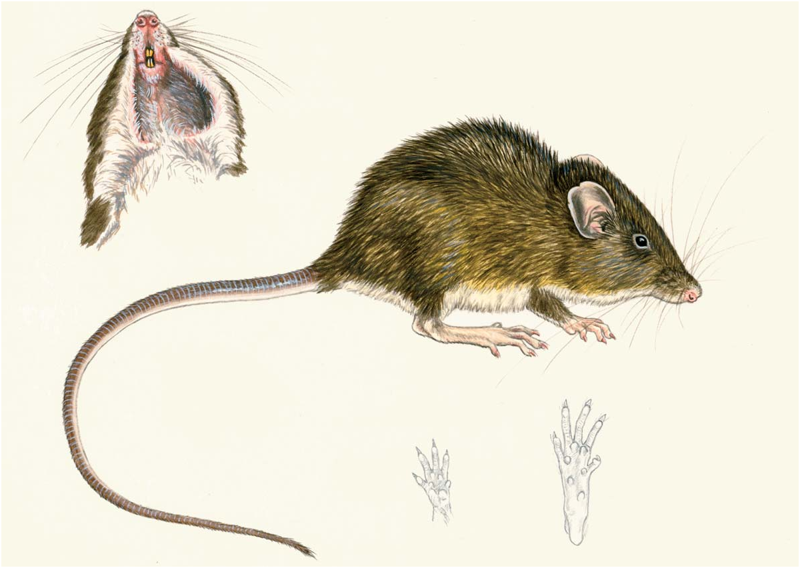
Illustration der Nebelwald-Stacheltaschenmaus, 1987

Die Nebelwald-Stacheltaschenmaus (Heteromys nubicolens) ist eine Art der Stacheltaschenmäuse, die nur in den Wolkenwäldern der Cordillera de Tilarán und der Cordillera de Guanacaste im Nordwesten von Costa Rica in Höhen von 750 bis 1850 Metern vorkommt.

## Merkmale
Die Nebelwald-Stacheltaschenmaus erreicht eine Kopf-Rumpf-Länge von durchschnittlich 14,6 Zentimetern, der Schwanz wird durchschnittlich 17,5 Zentimeter lang. Die durchschnittliche Ohrlänge beträgt 18 Millimeter und die durchschnittliche Hinterfußlänge 39 Millimeter. Es handelt sich damit um eine verhältnismäßig große Art der Gattung, die Männchen sind signifikant größer als die Weibchen. Das Fell der ausgewachsenen Tiere ist rau und beinhaltet einzelne versteifte, weiche und stachelähnliche Haare auf dem Rücken und den Körperseiten. Das Rückenfell ist dunkelbraun mit leichter und nur undeutlicher ockerfarbener Sprenkelung aus einzelnen helleren Haaren. Auf den Körperseiten gibt es eine schmale sandfarbene Linie, die die weiße Bauchseite vom Rücken abgrenzt. Die Ohren sind dunkelgrau bis dunkelbraun und vergleichsweise klein.
Die vorderen Bereiche der Sohlen der Hinterfüße sind nackt und besitzen sechs Tuberkel. Der Schwanz ist etwas länger als die Kopf-Rumpf-Länge und dünn behaart, er ist über den größten Teil seiner Länge auf der Oberseite dunkler als auf der Unterseite und läuft in eine dunkle Spitze aus. Der Karyotyp besteht aus einem diploiden Chromosomensatz aus 2n = 60 Chromosomen (FN=86).
Die Nebelwald-Stacheltaschenmaus ist äußerlich von der Desmarest-Stacheltaschenmaus (Heteromys desmarestianus) nur schwer zu unterscheiden. Diese weist eine deutlichere Sprenkelung auf und bei den Tieren, die in der Kontaktzone beider Arten vorkommen, sind die ockerfarbenene Haare im Nacken besonders stark und lockig entwickelt und bilden einen Kragen. Die ebenfalls in Costa Rica vorkommende Berg-Stacheltaschenmaus (Heteromys oresterus) ist etwas größer und unterscheidet sich von der Nebelwald-Stacheltaschenmaus durch ihr weiches und dunkleres Fell.

## Verbreitung
Das Verbreitungsgebiet der Nebelwald-Stacheltaschenmaus ist auf die Cordillera de Tilarán und die Cordillera de Guanacaste im Nordwesten von Costa Rica eingeschränkt, wo die Art in Höhen von 750 bis 1850 Metern lebt.

## Lebensweise
Die Nebelwald-Stacheltaschenmaus lebt in feuchten primären und sekundären Nebelwaldgebieten der Bergregionen. Sie ist tolerant gegenüber leichten anthropogenen Störungen, kommt jedoch nicht in stärker beeinflussten Gebieten vor. Die Tiere sind nachtaktiv und bodenlebend, über ihre Lebensweise liegen ansonsten so gut wie gar keine Informationen vor.

## Systematik
Die Nebelwald-Stacheltaschenmaus wird als eigenständige Art innerhalb der Gattung der Stacheltaschenmäuse (Heteromys) eingeordnet, die aus 16 Arten besteht. Die wissenschaftliche Erstbeschreibung stammt von Robert P. Anderson und Robert M. Timm aus dem Jahr 2006, die sie als Heteromys nubicolens einführten.
Die Art wird gemeinsam mit der Desmarest-Stacheltaschenmaus (Heteromys desmarestianus), der Goldman-Stacheltaschenmaus (Heteromys goldmani) und der Berg-Stacheltaschenmaus (Heteromys oresterus) der desmarestianus-Gruppe innerhalb der Stacheltaschenmäuse zugeordnet. Innerhalb der Art werden neben der Nominatform keine weiteren Unterarten unterschieden.

## Status, Bedrohung und Schutz
Die Nebelwald-Stacheltaschenmaus wurde von der International Union for Conservation of Nature and Natural Resources (IUCN) bislang nicht erfasst.

## Belege
1. 1 2 3 4 5 6 7 8 9 10  Cloud-dwelling Spiny Pocket Mouse. In: David J. Hafner: Subfamily Heteromyoninae, Genus Heteromys. In: Don E. Wilson, T.E. Lacher, Jr., Russell A. Mittermeier (Herausgeber): Handbook of the Mammals of the World: Lagomorphs and Rodents 1. (HMW, Band 6) Lynx Edicions, Barcelona 2016, S. 200–201. ISBN 978-84-941892-3-4.
2. ↑  Robert P. Anderson and Robert M. Timm: A New Montane Species of Spiny Pocket Mouse (Rodentia: Heteromyidae: Heteromys) from Northwestern Costa Rica. American Museum Novitates 3509, 2006; S. 1–38.